# Panská (České Budějovice)
Panská je ulice v Českých Budějovicích, v městské části České Budějovice 1, a to v městské památkové rezervaci.. Spojuje ulice Českou a Hroznovou, přičemž u Rabenštejnské věže se z ní odpojuje dále ulice Mlýnská. V ulici je pěší zóna a cyklistická stezka, dopravní obsluze je vjezd povolen pouze od 06,00 do 10,00 hod., přičemž ulice je jednosměrná s tím, že vjezd cyklistů v protisměru je povolen. Do ulice je povolen vjezd pouze vozidlům vozidel jejichž okamžitá hmotnost je nižší než 2,5 tuny.

## Historie
V ulici se ve středověku a v raném novověku nacházela rychta a vězení; bydleli zde biřici. Ulice se tehdy jmenovala Biřická nebo Šatlavní. Později zde bydlelo hodně jirchářů, a proto se ulici krátce říkalo Jirchářská (německy Weisgerbergasse).

## Pamětihodnosti
V ulici se nachází 18 kulturních památek – měšťanských domů a Rabenštejnská věž.

### Rychta

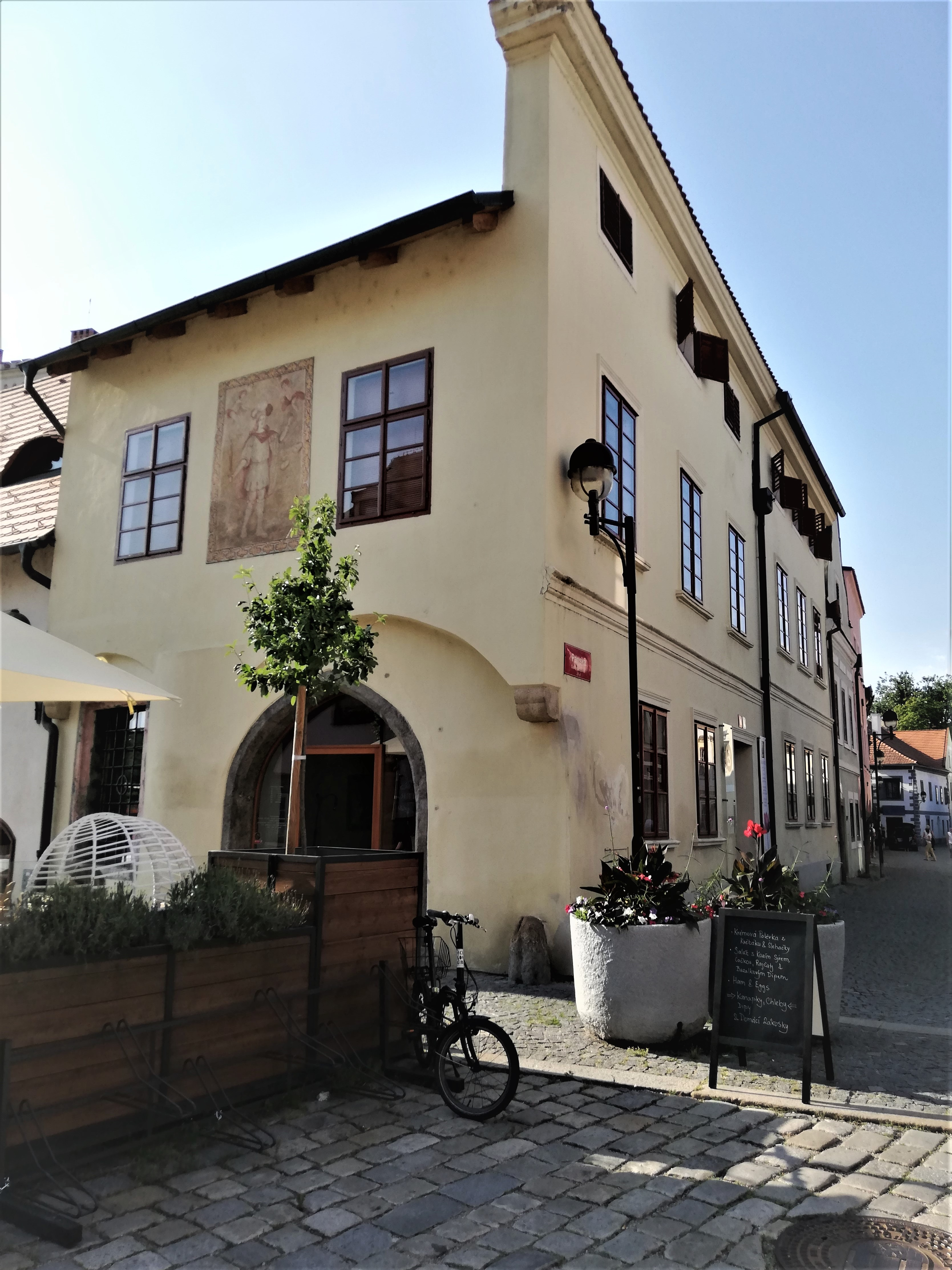
Rychta

Na rohu Hroznové a Panské ulice byla (podle tradice) v domě čp.161/26 českobudějovická rychta; na protilehlém rohu byl areál, který byl církevním majetkem a který se nazýval Nonnenhof či Nun Haus; podle pověsti zde bydleli bekyně.

### Rabenštejnská věž

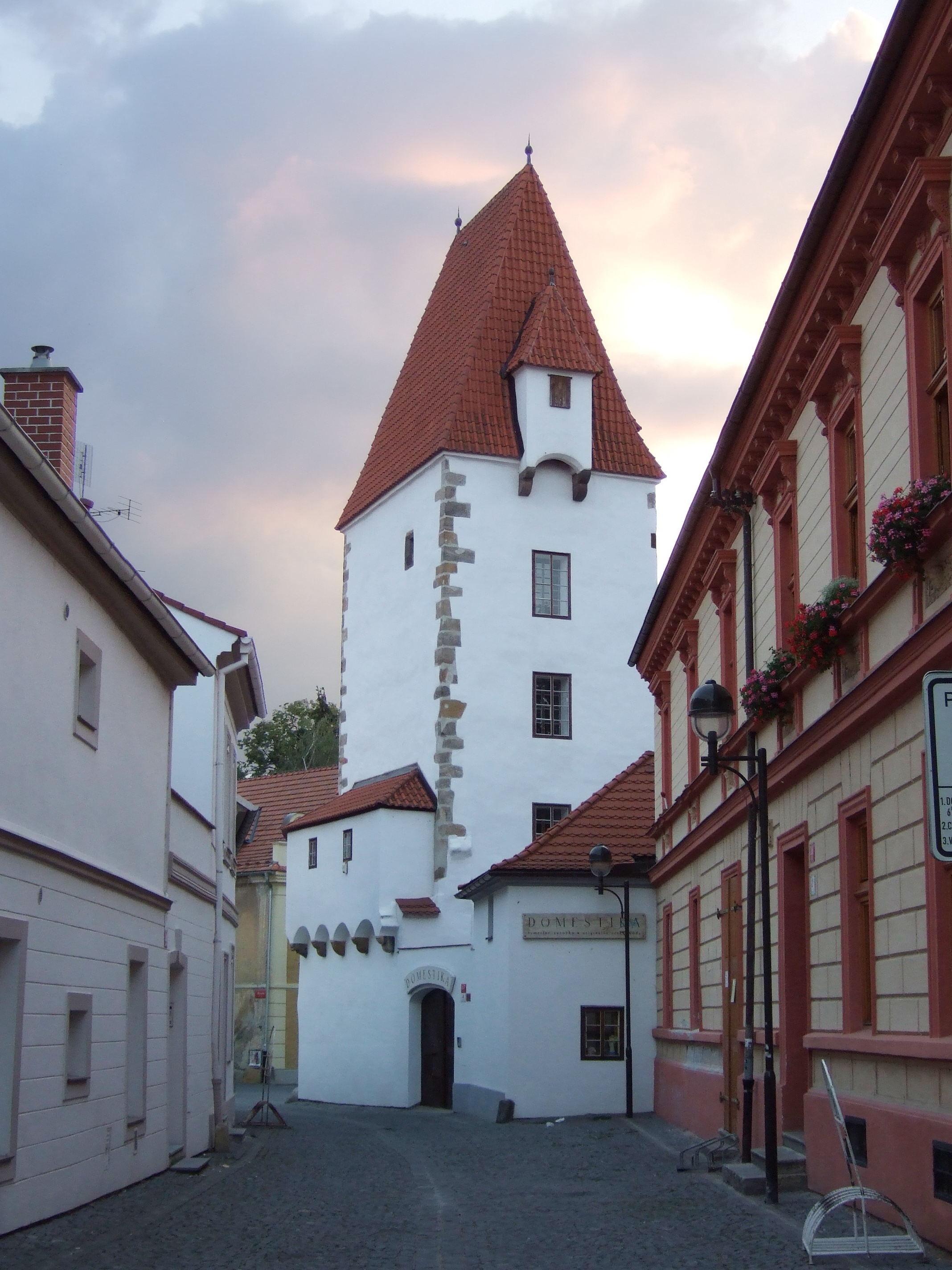
Rabenštějnská věž

Věž pochází z konce 14. století, kdy byla součástí městských hradeb. Do dnešní doby se zachovala část hradebního ochozu. Čtyřpatrová věž je vysoká 17 metrů. Bývala přístupná pouze z prvního patra, přízemí bylo přístupné pouze svrchu, proto se využívalo jako vězení. Vchod do přízemí byl zřízen až při přestavbě v roce 1828. Název nese pravděpodobně podle mnicha Wolfganga Rabensteina z dominikánského kláštera. Dnes je ve věži umístěna výstava brnění a historických zbraní. Přístupná bývá v červenci a srpnu, celoročně jen na objednávku.

### Dům č.p. 48/14
V domě byl v roce 1984 objeven zazděný gotický srub. Léta zde pak byla vinárna.